# Нітрендипін
Нітрендипін — синтетичний препарат, що є похідним дигідропіридину та належить до групи блокаторів кальцієвих каналів, для перорального застосування.

## Фармакологічні властивості
Нітрендипін — синтетичний препарат, що є похідним дигідропіридину та належить до групи блокаторів кальцієвих каналів. Механізм дії препарату полягає у блокуванні так званих «повільних» кальцієвих каналів, уповільнюючи входження іонів кальцію в клітини та знижуючи його концентрацію в клітинах. Нітрендипін має антиангінальний та антигіпертензивний ефекти, знижує тонус гладкої мускулатури судин, розширює периферичні артерії (меншою мірою — коронарні), знижує загальний периферичний судинний опір, артеріальний тиск, практично не впливає на скоротливість міокарду, зменшує післянавантаження та потребу міокарду в кисні, покращує коронарний кровообіг та не пригнічує провідність міокарду. При застосуванні нітрендипіну підвищується концентрація передсердного натрійуретичного пептиду та збільшується швидкість кровотоку у нирках. Препарат розширює судини нирок та має помірний сечогінний ефект. При застосуванні нітрендипіну практично не змінюється концентрація у крові ангіотензину та реніну. При тривалому застосуванні препарату спостерігається регрес гіпертрофії лівого шлуночка.

### Фармакодинаміка
Нітрендипін після перорального прийому швидко та добре всмоктується у шлунково-кишковому тракті, біодоступність препарату складає 60—70 %. Максимальна концентрація в крові після перорального прийому досягається протягом 1—2 годин. Нітрендипін добре зв'язується з білками плазми крові. Нітрендипін проникає через плацентарний бар'єр та виділяється у грудне молоко. Метаболізується препарат у печінці з утворенням чотирьох неактивних метаболітів. Виводиться нітрендипін із організму переважно із сечею у вигляді метаболітів, частково виводиться із калом. Період напіввиведення препарату складає 8—24 годин, при порушеннях функції печінки та нирок і у пацієнтів похилого віку цей час може збільшуватися.

## Показання до застосування
Нітрендипін застосовується для лікування гіпертонічної хвороби, стенокардії (у тому числі стенокардії Принцметала) та синдрому Рейно.

## Побічна дія
При застосуванні нітрендипіну можливі наступні побічні ефекти:
- Алергічні реакції та реакції з боку шкірних покривів — рідко (<1 %) висипання на шкірі, кропив'янка, еритема шкіри.
- З боку травної системи — нечасто (~1 %) нудота, діарея; рідко блювота, біль у животі, сухість у роті, метеоризм, втрата апетиту, відчуття переповнення шлунку; дуже рідко (<0,1 %) гіперплазія та болючість ясен, гепатит.
- З боку нервової системи — нечасто головний біль; рідко запаморочення, підвищена втомлюваність, загальна слабкість, парестезії, дратівливість, порушення зору, екстрапірамідні порушення.
- З боку дихальної системи — рідко кашель, затруднення дихання, біль в грудній клітці, набряк легень.
- З боку серцево-судинної системи — рідко тахікардія, посилення приступів стенокардії, артеріальна гіпотензія, периферичні набряки, приливи крові до обличчя, екстрасистолія, поява або посилення існуючої серцевої недостатності.
- З боку сечостатевої системи — дуже рідко почащення сечопуску, зниження функції нирок, гінекомастія, галакторея.
- З боку опорно-рухового апарату — рідко артралгія, артрит, міалгія.
- Порушення з боку обміну речовин — дуже рідко збільшення маси тіла.
- Зміни в лабораторних аналізах — дуже рідко анемія, лейкопенія, тромбоцитопенія, агранулоцитоз, підвищення рівня активності трансаміназ в крові.

## Протипокази
Нітрендипін протипоказаний при підвищеній чутливості до похідних дигідропіридину, кардіогенному шоці, нестабільній стенокардії, вираженій гіпотензії, колапсі, при інфаркті міокарду, вагітності та годуванні грудьми, важких порушеннях функції печінки та нирок. Нітрендипін застосовується з обережністю при мітральному та аортальному стенозі, гіпертрофічній кардіоміопатії, вираженій тахікардії або брадикардії, синдромі слабості синусового вузла, хронічній серцевій недостатності. Нітрендипін не застосовується у дитячому та підлітковому віці.

## Форми випуску
Нітрендипін випускається у вигляді таблеток по 0,01; 0,02 та 0,03 г. Нітрендипін разом із еналаприлом входить до складу комбінованого препарату «Енеас».

## Стереохімія
Нітрендіпін містить стереоцентр і складається з двох енантіомерів, зокрема двох атропісомерів. Це рацемат, тобто суміш ( R )- та  ( S )-форм у рівній кількості:
| Енантіомери німодіпіну | Енантіомери німодіпіну |
| ---------------------- | ---------------------- |
| CAS-Nummer: 80890-07-9 | CAS-Nummer: 80873-62-7 |